# 南原宏治
南原 宏治（なんばら こうじ、1927年〈昭和2年〉6月7日 - 2001年〈平成13年〉12月20日）は、日本の俳優。本名は伍井 卯和二（いつい うわじ、旧姓は則竹）。神奈川県横浜市出身。最後の所属事務所はアクターズプロモーション。
元妻は、宝塚歌劇団出身で女優の上月左知子。長女は元宝塚歌劇団月組男役の嘉月絵理。長男は俳優の南原健朗、次男は元俳優の山口正朗。

## 来歴・人物
父親が刑務所長だったことから横浜刑務所の官舎で生まれ、東京府八王子市などで育った後、学徒動員で中国に渡り、天津で終戦を迎える。戦後は東京農業教育専門学校を経て、東京大学農学部中退。
1951年、スポーツニッポン新聞社主催の「ミスターニッポンコンテスト」で準ミスターニッポンに選出されたのをきっかけに、第6期ニューフェイスとして大映入りする。一般公募により、船上 爽（ふながみ そう、舩上 爽）の芸名でデビューした。
大映では『雨月物語』はじめ数本の作品に端役で出演したのみに留まり、本格的なデビューは東映移籍後の1954年、東映ニューフェイスの1期生としてで、同期には中原ひとみ、山本麟一、高田敏江らがいる。同年より南原 伸二（なんばら しんじ）の芸名で主演作含めほとんどの作品にメインの役どころで出演した。
1957年、独立映画の『異母兄弟』に出演したことが原因で、五社協定に触れて東映を離れ、松竹と本数契約を結ぶとともに有馬稲子の推薦で文芸プロダクションにんじんくらぶに所属する。1960年、芸名を南原 宏治に改める。1965年のにんじんくらぶ解散後は、現代演劇協会附属劇団欅に参加するが、1973年には現代演劇協会のマネージメント体制の弱さを理由に離脱しフリーとなる。
フリー以降も各社の映画やテレビドラマにて、主に個性的な悪役として活躍した。政界のフィクサーや暴力団の大ボスなど重厚な巨悪を演じる一方、映画『修羅雪姫 怨み恋歌』における聾唖の殺し屋「蜍」、テレビ時代劇『風』の怪剣士「野ざらし主膳」など、常軌を逸した狂気的な敵役としても数多く出演した。アクの強い特異な個性で強烈な存在感を見せた。
1979年には劇団「天地劇」を創設。旧芸名の由来でもある長谷川伸全戯曲公演を目標に『沓掛時次郎』、『瞼の母』、かつて自身が商業演劇で主役を演じた『嵐が丘』、『霧の中』などの舞台を手掛け、後進の育成・指導にも尽力した。
1987年、幸福の科学の会員となり、俳優業を続けながらその後、本部職員・講師を務めた。1989年には本部講師に昇格、1990年からは伝道部長として同教団の勧誘活動における旗振り役を続ける。教団総裁の大川隆法が製作・総指揮した東映の映画『ノストラダムス戦慄の啓示』や『ヘルメス － 愛は風の如く』にも出演している。
2001年12月20日、東京都調布市の病院にて心不全のため死去した。74歳没。

## 出演

### 映画

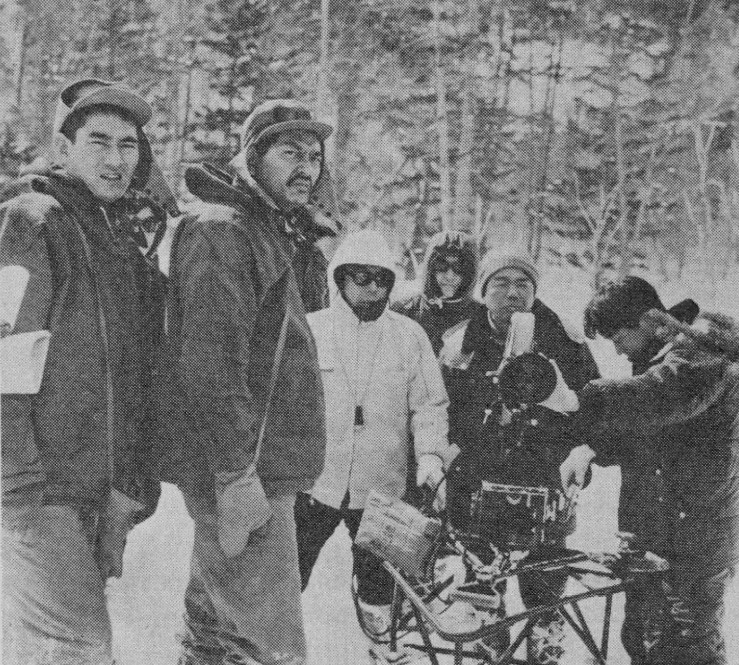
『網走番外地』（1965年）

- 妖精は花の匂いがする（1953年、大映） - 加藤
- 雨月物語（1953年、大映） - 徴発の兵
- 怪談佐賀屋敷（1953年、大映）- 近習渡瀬
- 砂絵呪縛（1953年、大映）
- 続・砂絵呪縛 雪女郎（1953年、大映）
- 壮烈 神風特攻隊（1954年、東映） - 西川少尉
- 少年姿三四郎（1954年、東映）- 笹村謙造
- 多羅尾伴内 隼の魔王 （1955年、東映） - 小泉
- 青春航路 海の若人（1955年、東映） - 高峰慎二
- 終電車の死美人（1955年、東映） - 高野三郎
- 暴力街（1955年、東映） - 主演・岩佐哲次
- まぼろし怪盗団（1955年、東映） - 魔王の密使
  - 第一部 まぼろし怪盗団
  - 第二部 魔王の蜜使
  - 第三部 悪魔の王冠
- 黒田騒動 （1956年、東映） - 倉橋十太夫
- 無敵の空手! チョップ先生 （1956年、東映） - 篠原信吉
- 多羅尾伴内シリーズ 戦慄の七仮面（1956年、東映） - 小塚鉄夫
- 野郎ども表へ出ろ（1956年、東映） - 坂口徹
- 夕日と拳銃 日本篇 大陸篇 （1956年、東映） - 九曜山
- 警視庁物語シリーズ（東映） - 主演・宮川刑事
  - 警視庁物語 逃亡五分前（1956年）
  - 警視庁物語 魔の最終列車（1956年）
  - 警視庁物語 追跡七十三時間（1956年）
  - 警視庁物語 白昼魔（1957年）
- 三つ首塔（1956年、東映） - 堀井敬三
- 満ちて来る潮（1956年、東映） - 紺野一二郎
- 少年探偵団（1956年、東映） - 主演・怪人二十面相
  - 第一部 妖怪博士
  - 第二部 二十面相の悪魔
- 続源義経（1956年、東映） - 源頼朝
- 米（1957年、東映） - 田村栄吉
- 異母兄弟（1957年、独立映画） - 三男・良利
- 風前の灯（1957年、松竹） - 赤間文一
- 月給13,000円（1958年、松竹） - 主演・陸奥吾朗
- 坊っちゃん（1958年、松竹） - 主演・塩原昌之助（坊っちゃん）
- 若い広場（1958年、松竹） - 高間進
- 蟻の街のマリア（1958年、歌舞伎座 / 松竹） - 松木先生
- 夜の配役（1959年、松竹） - 立花刑事
- 人間の條件 第一部 純愛篇 / 第二部 激怒篇（1959年、松竹） - 高
- 私は貝になりたい（1959年、東宝） - 日高大尉
- 人間の壁（1959年、新東宝） - 志野田健一郎
- 激闘（1959年、松竹） - 南部則武
- 恋人（1960年、松竹） - 小野雄一郎 ※この作品より南原宏治と改名
- 白い牙（1960年、松竹） - 角田康之
- 悪い奴ほどよく眠る（1960年、東宝） - 堀内
- 銀嶺の王者（1960年、松竹） - 小谷一郎  ※ トニー・ザイラー主演作
- 波の塔（1960年、松竹） - 結城庸雄
- ゼロの焦点（1961年、松竹） - 鵜原憲一
- 花扉（1961年、松竹） - 後藤達夫
- スパイ・ゾルゲ/真珠湾前夜（1961年、テラ・フィルム / 松竹） - 宮城与徳
- 太平洋戦争と姫ゆり部隊（1962年、大蔵映画） - 主演・大島大尉
- お吟さま（1962年、松竹） - 石田三成
- あの橋の畔で（1962年、松竹） - 新村健二郎
  - あの橋の畔で 第三部（1963年、松竹） - 新村健二郎
- 求人旅行（1962年、松竹） - 丹野良平
- 涙を、獅子のたて髪に（1962年、松竹）- 木谷哲郎
- 洪庵と1000人の若ものたち（1963年、MOMプロダクション/共同映画） - 主演・緒方洪庵　※緒方洪庵没後百年記念作品
- この道赤信号（1964年、ワールド・プロモーション/大映） - 主演・山田
- 地獄命令（1964年、東映） - 根津
- 風の武士（1964年、東映） - 猫
- 第三の忍者（1964年、東映） - 四貫目
- 女体 （1964年、東宝） - 伊吹新太郎
- コレラの城（1964年、松竹） - 黒木耀蔵
- 赤い手裏剣（1965年、大映） - 北風の政
- ひも（1965年、東映） - 峰
- 網走番外地（1965年、東映） - 権田権三
- 十七人の忍者 大血戦（1966年、東映） - 甲賀甚左衛門
- 遊侠三代（1966年、東映） - 三浦中佐
- 阿片台地 地獄部隊突撃せよ（1966年、松竹） - 辰巳曹長
- 殺しの烙印（1967年、日活） - 大類進（幻の殺し屋No.1）
- 颱風とざくろ（1967年、東宝） - 山崎真吾
- 十一人の侍（1967年、東映） - 榊原帯刀
- 渡世人（1967年、東映）
- 徳川女系図（1968年、東映） - 柳沢出羽守
- 昭和のいのち（1968年、日活） - 郷田竜作
- 不良番長（1968年、東映） - 河本五郎
- 妖艶毒婦伝 般若のお百 （1968年、東映） - 仙石伊織
- 続・決着（1968年、東映）- 太田
- 夜の手配師（1968年、東映）
- 風林火山（1969年、東宝） - 青木大膳
- 女殺し屋 牝犬（1969年、大映） - 木島吾郎
- 花の特攻隊  あゝ戦友よ（1970年、日活） - 秋山少佐
- 戦争と人間 第一部 運命の序曲（1970年、日活） - 陣内志郎
- ずべ公番長 東京流れ者（1970年、東映） - 黒江
- 新座頭市・破れ!唐人剣（1971年、大映） - 覚全
- 関東流れ者（1971年、日活） - 阿部恒久
- 戦争と人間 第二部 愛と悲しみの山河（1971年、日活） - 陣内志郎
- 闇の中の魑魅魍魎（1971年、東宝） - 狩野洞白
- 嫉妬（1971年、松竹） - 岡村部長
- 狼やくざ 殺しは俺がやる（1972年、東映） - 和泉昇次郎
- 銀蝶渡り鳥（1972年、東映） - 大和田
- 無宿人御子神の丈吉 牙は引き裂いた（1972年、東宝） - 九兵衛
- 花と龍 青雲篇 愛憎篇 怒濤篇（1973年、松竹） - 梶原中佐
- 女囚さそり けもの部屋（1973年、東映） - 鮫島剛次
- ザ・ゴキブリ（1973年、東宝） - 志村
- 修羅雪姫 怨み恋歌（1974年、東宝） - 蜍
- 蔵王絶唱（1974年、東宝） - 捜索隊長
- 夜霧の訪問者（1975年、松竹） - 荒尾謙
- 夜叉ヶ池（1979年、松竹） - 鹿見宅膳
- 蘇える金狼（1979年、東映） - 磯川
- 真夜中のボクサー（1983年、東宝） - 会長
- マルサの女2（1988年、東宝） - 大学教授・米田
- 文学賞殺人事件 大いなる助走（1989年、東映） - 鰊口冗太郎
- 櫻の園（1990年、アルゴプロジェクト） - 中村先生
- ノストラダムス戦慄の啓示（1994年、東映）- 高天原の議長
- 極つぶし（1994年、ケイエスエス） - 塚原広造
- 無頼平野（1995年、ワイズ出版 / ビターズ・エンド） - 梶山
- サンクチュアリ（1995年、シネウェーブ）
- ソクラテス（1996年、日活） - 黒松組組長
- 平成金融道 裁き人（1999年、東映ビデオ） - 綾小路
- 借王6 ナニワ相場師伝説（1999年、日活） - 小野塚正太郎

### テレビドラマ
- 私は貝になりたい （1958年、TBS） - 日高大尉 ※特別出演
- サンヨーテレビ劇場/ 裸の王様 (小説) （1958年、TBS） - 主演
- 東芝日曜劇場 / 國士無双（1958年、TBS） - 主演
- 羅生門 （1959年、TBS） - 主演
- 転落の詩集（1959年、NET） - 主演・川地警部補
- 梟の城（1960年、CX） - 風間五平
- 探偵とハシカ（1960年、NHK） - 主演   ※第15回芸術祭参加作品
- 松本清張シリーズ・黒い断層 / 一年半待て （1960年、TBS）
- 神阪四郎の犯罪（1961年、TBS） - 主演・神阪四郎
- 松本清張シリーズ・黒の組曲 （NHK）
  - 第29回「顔」（1962年） - 主演
  - 第40回「影」（1963年） - 主演・宇田道夫
- 近鉄金曜劇場 「いのちの糸」（芥川龍之介作「蜘蛛の糸」より　1962年、TBS） - 主演
- 其面影（1962年、NTV）- 主演 ・小野哲也
- テレビ指定席/ 失われたもの（1963年、NHK） - 主演・滝村隆
- 短い短い物語/ 一盃綺言（1963年、NET） - 主演
- 東芝日曜劇場 / 百済の草 （1963年、TBS）
- 無法松の一生 （1964年、CX） - 主演・富島松五郎
- ザ・ガードマン （TBS / 大映テレビ室）
  - 第24話、第25話「ガードマン空へ（前編、後編）」（1965年）
  - 第55話「知らない街」（1966年）
  - 第73話「挑戦」（1966年）
  - 第84話「ハートで盗め」（1966年）
  - 第190話「銀行は真昼に襲え」（1968年）
  - 第222話「怪談・吸血鬼」（1969年）
  - 第236話「喜劇・いらっしゃいませ集団万引様」（1969年）
  - 第246話「お知らせ爆弾魔」（1969年）
  - 第248話「初詣強盗団」（1970年）
  - 第255話「怪談・手首のない幽霊」（1970年）
  - 第269話「団地奥さんがスターになる方法」（1970年）
  - 第282話「怪談・満月の夜は狼女が狂う」（1970年）
  - 第286話「人妻のアルバイトは死を招く」（1970年）
  - 第287話「チエミのモーレツ女課長を殺せ!」（1970年）
  - 第294話「ハレンチ奥さんの完全犯罪」（1970年）
  - 第305話「怪談・幽霊の出る女犯寺」（1971年）
  - 第309話「顔に傷のある悪女」（1971年）
  - 第320話「ボウリング場殺人事件」（1971年）
  - 第322話「女と男の禁じられた逃亡」（1971年）
  - 第334話「荒野のカー・アクション殺人」（1971年）
  - 第341話「ヌードの悪女 華やかな私生活」（1971年） - カメラマン・大瀬
  - 第343話「お色気喜劇・浮気結婚式」（1971年）
- 新吾十番勝負（1966年、TBS / 松竹テレビ室）- 武田一真
- 白い巨塔 （1967年、NET / 東映） - 菊川教授
- ローンウルフ 一匹狼 第2話「ピストル市場」（1967年、NTV / 東映）
- 秘密指令883 第4話「はるかなる故郷」（1967年、フジテレビ / 大映テレビ室） - ディーン
- キイハンター （TBS / 東映）
  - 第1話「裏切りのブルース」（1968年） - 藤崎
  - 第41話「殺し屋たちの舞踏会」（1969年）
  - 第69話「死刑執行25時」（1969年）
  - 第94話「殺されに来た暗殺者たち」（1970年）
  - 第96話「死刑結婚式」（1970年） - 朝比奈
  - 第114話「乾杯! 殺人スコッチ!」（1970年） - 光本
  - 第134話「ピストル市場の女」（1970年） - 光瀬正則
  - 第161話「荒野の列車 大襲撃作戦」、第162話「蒸気機関車 大渓谷の決戦」（1971年） - 御崎（アラブゲリラ幹部）
  - 第167話「ミイラと棲む女の館」（1971年） - サキ
  - 第181話「死体が私を殺しに来た!」（1971年）
  - 第191話「死刑台三歩前　私を抱いて！」（1971年）
  - 第204話「殺人001監房の男」（1972年）
  - 第212話「荒野の棺桶作戦」（1972年）
  - 第223話「幽霊たちの海底納涼大会」（1972年）
  - 第242話「ジャンボ旅客機爆破事件」（1972年）
  - 第248話「殺し屋ども、何人でも来い!」（1972年） - 砂田
  - 第255話「悪党三匹銀嶺を行く」（1973年） - 加賀谷猛
  - 第262話「また逢う日までキイハンター」（1973年） - 検事
- 銭形平次（CX / 東映）
  - 第119話「狂犬」（1968年） - 紋次
  - 第347話「八丈追分節」（1972年） - 岩吉
  - 第424話「苦い水」（1974年） - 龍三
  - 第468話「打首待った!」（1975年） - 山田朝右ヱ門
- 大奥 （1968年、KTV / 東映） - 隆光
- マイティジャック 第4話「祖国よ永遠なれ!!」（1968年、CX / 円谷プロ） - 梅田
- 風 第33話「地獄からの使者」（1968年、TBS / 松竹） - 野ざらし主膳
- NHK劇場 / 写楽はどこへ行った （1968年、NHK） - 山東京伝
- 無用ノ介 第1話「虎穴にはいった無用ノ介」（1969年、NTV / 国際放映） - 押崎双達
- 花のお江戸のすごい奴 第10話「夕立の女」（1969年、CX / 東映 / 新国劇） - 乾喬之進
- 絢爛たる復讐（1969年、NET / 東映）- 沖元
- 鞍馬天狗（1969年、NHK） - 松平主計介
- 銀河ドラマ / 朱鷺の墓 （1970年、NHK） - 石河原大尉
- 水戸黄門 （TBS / C.A.L）
  - 第1部 第27話「暗闇の長者 -白河-」（1970年2月2日） - 稲葉主膳
  - 第4部 第16話、第17話「北海の反乱 -松前-（前編、後編）」（1973年） - 姉崎嘉門
  - 第5部（1974年）
    - 第5話「苦難を越えて -松本-」 - 梶井米三郎
    - 第23話「野望の代償 -唐津-」 - 杉山民部

  - 第6部（1975年） 第4話「わしは天下の大泥棒 -八代-」  - 鬼頭源八郎
  - 第7部 第1話「水戸から消えた黄門さま -水戸・白河-」（1976年5月24日） - 矢吹伝八郎
  - 第8部（1977年）
    - 第5話「秘密を握られた男 -清水-」 - 根古屋の五郎蔵
    - 第16話「非情の対決 -橋本-」 - 九木左膳

  - 第9部 第21話「偽者にされた黄門様 -奈良井-」（1978年12月25日） - 関口兵介
  - 第10部 第14話「鬼が盗んだ運上金 -草津-」（1979年11月12日） - 滝川軍太夫
  - 第11部 第16話「大当り黄門様の大芝居 -新発田-」（1980年12月1日） - 飯坂定憲
  - 第15部 第3話「偽黄門になった黄門様 -伊予-」（1985年2月11日） - 森川弥太夫
  - 第16部 第4話「助さん身代り親孝行 -沼津-」（1986年5月19日） - 菅野源太夫
  - 　　　  第38話「命を賭けた用水路 -小山-」（1987年1月12日） - 大谷右京
  - 第17部（1987年）
    - 第4話「謎の紫頭巾 -諏訪-」 - 疋田監物
    - 第11話「命に替えた正義の剣 -膳所-」 - 蒲生監物

  - 第18部
    - 第5話「恐怖の釣り天井 -宇都宮-」（1988年10月10日） - 戸塚重兵衛
    - 第30話「天下の嶮の悪退治 -箱根-」（1989年4月10日） - 綱木甚太夫

  - 第19部
    - 第4話「大望隠した離縁状 -三春-」（1989年10月16日） - 高瀬刑部
    - 第21話「烏に狙われた女 -富山-」（1990年2月19日） - 熊野監物
    - 第25話「大工修行で悪退治 -松本-」（1990年3月19日） - 石川丹後

  - 第20部
    - 第2話「水晶守った怒りの十手 -甲府-」（1990年10月29日） - 伊達兵部
    - 第17話「秘伝盗みの弟子修行 -唐津-」（1991年3月4日） - 奥田将監

  - 第22部 第24話「助けた娘はお姫様 -姫路-」（1993年10月25日） - 高坂勘解由
  - 第23部
    - 第10話「親子喧嘩の腕比べ -田鶴浜-」（1994年10月10日） - 小野山甚兵衛
    - 第25話「怨念!化け猫騒動 -佐賀-」（1995年1月30日） - 中野将監
    - 第40話「闇を切り裂く白頭巾 -江戸-」（1995年5月15日） - 矢部悠斉

  - 第24部 第7話「だんごを盗ったお姫様 -姫路-」（1995年10月30日） - 赤渕外記
  - 第27部 第2話「格が慕った母の面影 -相馬-」 （1999年3月29日） - 渡部朔之丞
- ゴールドアイ（1970年、NTV / 東映）
  - 第6話「殺しの暗号」
  - 第23話「地下水路大追跡」
- 女は魔もの（1970年、12ch） - 主演
- プレイガールシリーズ （12ch / 東映） 
  - プレイガール  第40話「勇み肌芸者衆」（1970年） - 大河原徳蔵
  - プレイガールQ (1976年)
    - 第62話「初笑い 裸でびっくりお色気合戦」 - 生島※南原宏二名義
    - 第65話「銀嶺に燃える初夜の肌」 - 綾部
- 柳生十兵衛 第15話「長崎の唄が聞こえる」（1971年、CX / 東映） - 横倉四郎太夫
- 徳川おんな絵巻 第29話「浮世絵の女」、第30話「情事の秘密」（1971年、KTV / 東映） - 大雅堂
- 怪奇十三夜 第八夜「女の冷たい手」（1971年、NTV / ユニオン映画）- 主演
- ミラーマン（パイロット版）（1971年、CX / 円谷プロ） - 村上良三隊長
- 木枯し紋次郎 第14話「水神祭に死を呼んだ」（1972年、CX / C.A.L） - 宮田の徳太郎
- さすらいの狼 （1972年、NET / 東映）
  - 第4話「竜が届けた血染めの書状」
  - 第20話「上州ピエロの憤り」
- シークレット部隊（1972年、TBS / 大映テレビ）
  - 第8話「二人の妻を持つ男」
  - 第16話「お母さん許して!16歳恋の大脱走」
- お祭り銀次捕物帳 第11話「脱獄 親子の十手」（1972年、CX / 東映） - 上田新八郎
- 眠狂四郎 第1話「夕焼けに肌が散る」（1972年、KTV / 東映）
- 剣道一本!（1972年、CX / 国際放映）
- 大岡越前 （TBS / C.A.L）
  - 第3部 第24話「人情の罠」（1972年11月27日） - 弥平次
  - 第4部 第13話「除夜の鐘」（1974年12月30日） - 重四郎
  - 第5部 第26話「目黒に消えた公方様」（1978年7月31日） - 横地勘太夫
  - 第6部 第20話「死を賭けた潜入」（1982年7月19日） - 下総屋万蔵
  - 第7部 第25話「命を賭けた御用旅」（1983年10月10日） - 風鈴の宗兵衛
  - 第13部 第26話「江戸を守った大岡裁き」（1993年5月10日） - 賀野治郎兵衛
- 太陽にほえろ!（1973年、NTV / 東宝） - 七曲署署長（2代目）
  - 第37話「男のつぐない」
  - 第38話「オシンコ刑事誕生」
  - 第41話「ある日、女が燃えた」
  - 第43話「きれいな花にはトゲがある」
  - 第53話「ジーパン刑事登場!」
- 非情のライセンス （NET→ANB / 東映）
  - 第1シリーズ（1973年）
    - 第3話「兇悪な夜の匂い」 - 黄樹英
    - 第30話「兇悪の青春」 - 悠木一心（天地塾塾長）

  - 第3シリーズ 第1話「兇悪の門出・赤ちゃんの顔が見たい!」（1980年） - 大河原一作（京浜連合会会長）
- 子連れ狼 第9話「六道無辺」（1973年、NTV / ユニオン映画） - 柳生軍兵衛、戸田五郎左（二役）
- 狼・無頼控 第1話「裏切りの報酬」（1973年、MBS / 大映テレビ）
- ダイヤモンド・アイ （1973年 - 1974年、NET / 東宝） - 源海龍 / キングコブラ
- いただき勘兵衛 旅を行く 第2話「末期の酒は旨いとさ」（1973年、NET / 東映） - 酒泉与五郎
- 水滸伝 第4話「九絞竜の激怒」（1973年、NTV / 国際放映） - 賀
- 江戸を斬る（TBS / C.A.L）
  - 江戸を斬る 梓右近隠密帳
    - 第7話「二人葵小僧」（1973年） - 村越兵衛
    - 第21話「凧々あがれ」（1974年） - 原田主水

  - 江戸を斬るII 第10話「恐怖の罠」（1975年） - 因果小僧・六之助
  - 江戸を斬るIII（1977年）
    - 第4話「強請に使った贋金」 - 片倉屋八右衛門
    - 第13話「金四郎の結婚」 - 国友勘兵衛

  - 江戸を斬るIV（1979年）
    - 第10話「お京初恋御用旅」 - 十次郎兵衛
    - 第24話「夫婦になった金公お京」 - 村雨

  - 江戸を斬るV（1980年）
    - 第6話「使えぬ右手が謎を解く」 - 赤藤の剛蔵
    - 第23話「人情がまの油売り」 - 中里堪内

  - 江戸を斬るVIII 第25話「復讐剣が闇を裂く」（1994年） - 唐沢弥太夫
- アイフル大作戦 （TBS / 東映）
  - 第35話「東京－沖縄 華やかな大追跡」（1973年）
  - 第40話「暑い南の島のストーブリーグ戦」（1974年）
- ご存知遠山の金さん 第14話「火事と喧嘩と恋の花」（1974、NET / 東映） - 幽玄
- 大河ドラマ（NHK）
  - 勝海舟 （1974年） - 箕作阮甫
  - 花神 （1977年） - 佐久間象山
  - 炎立つ （1993年） - 金為時
- 唖侍 鬼一法眼 第16話「卍ふたたび」（1974年、NTV / 勝プロ） - 梶十郎太
- ぶらり信兵衛 道場破り 第26話「悪い道場 良い道場」（1974年、CX / 東映） - 海原
- 大江戸捜査網 （12ch / 三船プロ）
  - 第133話「恐怖の辻斬り」（1974年） - 矢沢隆斎
  - 第411話「新太郎 出産騒動右ひだり」（1981年） - 田上左馬之助
- 必殺シリーズ （ABC / 松竹）
  - 助け人走る 第24話「悲痛大解散」（1974年） - 黒田伝蔵
  - 暗闇仕留人 第16話「間違えて候」（1974年） - 安積屋茂三
  - 必殺仕業人 第6話「あんたこの裏切りどう思う」（1976年） - 仙蔵
  - 新・必殺仕置人 第26話「抜穴無用」（1977年） - 尾関一心
  - 必殺ワイド新春・久しぶり!主水、夢の初仕事・悪人チェック!!  （1988年） - 原野九郎右ヱ門、南原宏冶本人役
- 右門捕物帖（1974年、NET / 東映）
  - 第5話「通り魔」 - 不動一家代貸
  - 第23話「消えた男」 - 出石藩江戸留守居役・島田三左衛門
- 荒野の素浪人 第2シリーズ 第23話「叛逆の仁」（1974年、NET / 三船プロ）
- おしどり右京捕物車 第22話「峠」（1974年、ABC / 松竹） - 秩父の虎熊
- バーディー大作戦（1974年、TBS / 東映）
  - 第18話「キャーッ! 死体が訪ねて来た」（1974年） - 五所謙吾
  - 第27話「レディ(秘)大作戦」（1974年）
  - 第54話「バーディー 真昼に死す」（1975年）
- ご存じ金さん捕物帳 第4話「ああ! 幻の潜水船」（1974年、NET / 東映） - 奥州屋（騙りの喜十）
- おんな浮世絵・紅之介参る! 第15話「地獄寺の大陰謀」（1975年、NTV / ユニオン映画）
- 破れ傘刀舟 悪人狩り 第42話「愛の残影」（1975年、NET / 三船プロ） - 国家老・吉岡大膳
- 大非常線 第2話「誘拐プロフェッショナル」（1976年、NET / 東映） - 赤沢七郎
- 十手無用 九丁堀事件帖 第25話「鬼を殺して!」（1976年、NTV / 東映） - 銀蔵
- 隠し目付参上 第11話「天一坊がまた出たか!?」（1976年、MBS / 三船プロ） - 青山下野守
- 人魚亭異聞 無法街の素浪人 第12話「人買い 闇の狩人」（1976年、NET / 三船プロ） ※欠番作品
- コードナンバー108 7人のリブ 第6話「クレオパトラの涙」（1976年、KTV / 宣弘社）
- 桃太郎侍（NTV / 東映）
  - 第8話「この芋五十六文なり」（1976年） - 松沢嘉兵ヱ
  - 第51話「さらば伊之助」（1977年） - 井関臥竜斎
- Gメン'75 第117話「日本降伏32年目の殺人」（1977年、TBS / 東映） - 君島竜三（東日会館理事長）
- 特捜最前線 （ANB / 東映）
  - 第27話「跳弾 その愛のゆくえ」（1977年）
  - 第101話「拳銃哀歌I・狼たちは跳んだ!」、第102話「拳銃哀歌II・狼たちの決算!」（1979年） - 中平建（中平観光社長）
  - 第179話「面影」（1980年） - 柴木（城南会会長）
- 達磨大助事件帳 第5話「獄門台の赤い雨」（1977年、ANB / 前進座 / 国際放映） - 道貴大僧正
- 若さま侍捕物帳 第9話「参上! 夜桜お吉」（1978年、ANB / 国際放映 / 前進座）
- 暴れん坊将軍 （ANB / 東映）
  - 吉宗評判記 暴れん坊将軍
    - 第2話「素晴らしき藪医者」（1978年） - 桜井玄石
    - 第26話「朝寝朝酒で出世した男」（1978年） - 山崎屋藤兵衛
    - 第55話「奮戦! いも侍」（1979年） - 文耕堂重兵衛
    - 第96話「お城の狸をいぶり出せ!」（1980年） - 稲葉大和守
    - 第131話「蜆汁から弾丸が出た!」（1980年） - 物部刑部
    - 第161話「笑って散った流転の女」（1981年） - 米倉主計頭
    - 第186話「天下御免!虚無僧変化」（1981年） - 大村屋太左衛門

  - 暴れん坊将軍II 第1話「一番神輿が俺を呼ぶ!」（1983年） - 兵藤内膳
  - 暴れん坊将軍IX 第29話「消えた密書! くの一が愛した男」（1999年） - 飯尾頼母
- 大追跡 （1978年、NTV / 東宝）
  - 第4話「首領を撃て」 - 源田
  - 第21話「危険なハイウェイ」 - 岡崎検事
- 柳生一族の陰謀 （1978年、KTV / 東映） - 小笠原玄信斎
- 熱中時代 第1シリーズ 第3話「UFOと謎の男の正体」（1978年、NTV / ユニオン映画） - 小糸源三
- 銀河テレビ小説  鳥獣の寺 （1979年、NHK）
- そば屋梅吉捕物帳 （1979年、国際放映/テレビ東京） - 鳥居耀蔵
- 特別企画三時間ドラマ 日立スペシャル「大いなる朝」（1979年、TBS） - 東條英機
- 土曜ワイド劇場 （ANB） 以下8作品
  - 松本清張の犯罪広告 （1979年、松竹） - 池浦源作
  - 生きていた死美人 （1979年、大映映像）
  - 危険な滞在  （1979年、アズバーズ）
  - 松本清張の連環 偽装心中の女  （1983年、松竹）
  - 新人歌手スキャンダル殺人事件 （1985年、東宝）
  - 混浴露天風呂連続殺人 「湯けむりに消えた女三人旅」（1986年、テレパック）
  - 京都二年坂殺人事件 （1990年、東宝）
  - 花吹雪女スリ三姉妹「みちのく絵図の秘密」 （1995年、東通企画） - 唐沢陣兵衛
- 大空港 第25話「世にも汚ない犯罪者たち 武器密輸団壊滅指令」（1979年、CX / 松竹） - 黒崎大介
- 八丁堀暴れ軍団 第9話「島を抜けた模範囚」（1979年、12ch / C.A.L） - 万蔵
- 突然の明日 （1980年、TBS）
- 探偵物語 第27話「ダウンタウン・ブルース」（1980年、NTV / 東映ビデオ） - 大森信介（衆議院議員）
- 雪姫隠密道中記 第10話「身代り花嫁 危機一髪 -岡山-」（1980年、MBS / S.H.P.） - 支倉四郎兵衛
- 大激闘マッドポリス'80 第12話「潜行大作戦」（1980年、NTV / 東映） - 南雲利三郎
- 旅がらす事件帖 第2話「明日は何処の みだれ雲」（1980年、KTV / 国際放映） - 佐伯重兵衛
- ザ・ハングマンシリーズ （ABC / 松竹芸能）
  - ザ・ハングマン
    - 第5話「死体を喰うマンション」（1980年） - ドリーム不動産社長
    - 第34話「逃がし屋を逃がすな」（1981年） - レイモンド山口

  - ザ・ハングマンII（1982年）
    - 第3話「女学生を喰らう大学理事長」 - 徳大寺隆三（東都学院大学理事長）
    - 第24話「爆走サーキット 注射オレンジすり替え作戦」 - 大平欣三（大平レーシングチーム会長）

  - ハングマンGOGO 第13話「地上げ屋に転がされた少女!」（1987年） - 河合一成（河合商事社長）
- 影の軍団シリーズ （KTV / 東映）
  - 影の軍団II
    - 第3話「恐怖! いけにえの館」（1981年） - 平沼多十郎
    - 第26話「二十六人最後の首」（1982年）- 宝蔵院乱雪

  - 影の軍団III 第22話「地獄から来た赤ん坊」（1982年）
- 悪党狩り 第17話「無実の炎に燃えた奴」（1981年、12ch） - 小沢多門
- 御宿かわせみ 第19話「鴉を飼う女」（1981年、NHK）
- 警視庁殺人課 第3話「狼たちの青春」（1981年、ANB / 東映） - 児島社長
- 闇を斬れ 第8話「女体にひびくオルゴール」（1981年、KTV / 松竹） - 若林敬順
- 遠山の金さん （ANB / 東映）
  - 第25話「あばれ神輿に祭りが燃えた」（1982年）
  - 第49話「大逆転! 泥棒になった遠山桜」（1983年）
- 柳生十兵衛あばれ旅 第25話「女忍者、暁に散る」（1983年、ANB / 東映） - 日野原玄丈
- 眠狂四郎無頼控 第21話「座頭殺法! 闇を斬る仕込杖」（1983年、TX / 歌舞伎座テレビ） - 源兵衛
- 木曜ゴールデンドラマ / ガラスの階段 （1983年、YTV / 東阪企画）
- 脱兎のごとく 岡倉天心 （1984年、NHK） - 田中光顕
- 禁じられたマリコ （1985年、TBS / 東宝） - 蓮見新三郎
- セーラー服反逆同盟 （1986年、NTV / ユニオン映画） - 山縣祐一郎(黒鳥学園理事長)
- 桃色学園都市宣言 金曜日「曙橋みすずや学園」（1987年、CX） - 校長
- 若大将天下ご免! 第13話「お空が眩しいジャジャ馬娘!」（1987年、ANB / 東映） - 風吹陣内
- ハロー!グッバイ 第2話「刑事怒りの鉄拳」（1989年、NTV / 東宝）
- ゴリラ・警視庁捜査第8班 第8話「ベイサイドウォーズ」（1989年、ANB / 石原プロ）
- 名奉行 遠山の金さん（ANB / 東映）
  - 第2シリーズ 第7話「暗闇に一輪桜小僧」（1989年） - 滝沢外記
  - 第6シリーズ 第7話「夫に怯える美人妻」（1994年） - 唐津屋
  - 金さんVS女ねずみ 第13話「おさわり茶屋殺人事件」（1998年）
- 過ぎし日のセレナーデ （1989年、CX）
- 花真珠  （1990年、よみうりテレビ・宝塚映像/NTV） - 井村邦夫
- 鬼平犯科帳 第1シリーズ 第26話「流星」（1990年、CX / 松竹） - 鹿山の市之助
- 続続・三匹が斬る! 第10話「怪盗ムツゴロウ、祭囃子を聞いて死ね!」（1990年、ANB / 東映）
- 妖艶時代劇スペシャル / 女忍かげろう組 （1990年、NTV / オフィス・ヘンミ） - 脇坂主膳
- 世にも奇妙な物語 「コレクター」（1991年、CX） - 前田源造
- 腕におぼえあり 第3シリーズ 第3話「笹舟」、第10話「それぞれの道」（1993年、NHK） - 上坂内膳
- 織田信長 （1994年、TX / 東映） - 武田信玄
- 毎度ゴメンなさぁい 第3話「覆面」（1994年、TBS）
- 郷土の偉人シリーズ（テレビ熊本）
  - 肥後のカミナリ 北里柴三郎（1994年11月3日）[4]
  - 若き日に汝の希望を星につなげ 松前重義・名利なき証言（1997年11月3日）[5]
- 水戸黄門外伝 かげろう忍法帖 第5話「桔梗の花は死の匂い -相馬-」（1995年、TBS / C.A.L） - 久米将監
- 名探偵 明智小五郎 吸血カマキリ （1995年、CX）
- 月曜ドラマスペシャル (TBS)
- 一色京太郎事件ノート 「祇園花見小路殺人事件」（1995年）
- 西村京太郎サスペンス 十津川警部シリーズ11 「南伊豆高原殺人事件」（1996年）
- 天国に一番近い男 第8話「仁義なき兄弟戦争」（1999年、TBS）
- サラリーマン金太郎 （1999年、TBS）
- Tears～言えなかった言葉（1999年、テレビ朝日） - 佑伍
- 愛のことば （2001年、THK）

### オリジナルビデオ
- 野獣駆けろ （1990年、東映ビデオ） - 辺見俊悟
- 雀鬼伝説　蒼き狼たち （1994年、ビデオチャンプ） - 鬼健
- 闇ゴルファー2 黄金のパター （1995年、大映） - 磯貝修吉
- 平成維新伝 群狼がゆく（2000年、ミュージアム） - 是枝

### 吹き替え
- 偉大なるアンバーソン家の人々 - 主人公・ユージン（ジョゼフ・コットン）
- ザーレンからの脱出 - 主人公・シャリフ（ユル・ブリンナー）
- シャーロック・ホームズの冒険 - ジェームズ・モリアーティ教授
- スター・ウォーズ - ダース・ベイダー ※1977年劇場公開版
- スター・ウォーズ 帝国の逆襲 - ダース・ベイダー ※1980年劇場公開版
- 弁護士ジャッド - 主人公・クリントン・ジャッド(カール・ベッツ)

### 劇場アニメ
- ヘルメス－愛は風の如く （1997年） - オフェアリスの神

### CM
- ノイビタ （藤沢薬品工業） 1963年 - 1964年頃 年間契約にてオール媒体
- アンメルシン （小林製薬）
- キューピー80 （興和新薬）
- e‐ business（日本IBM）

### その他
- ズームイン!!朝!（1980年、NTV）朝の詩（ポエム）※ 自作の詩篇「天地一杯に」を朗読した
- 徹子の部屋（1983年、ANB）
- 連想ゲーム（1986年、NHK）
- バラエティー生活笑百科（NHK大阪放送局）

ラジオ
- 日本文化放送連続放送劇 すずらん太郎（1955年、文化放送）原作と出演

レコード
- 『雲ながるる果てに 軍歌でつづる血涙の手記』社団法人白鴎遺族会編遺稿集「雲ながるる果てに」より（1975年、発売元・ビクター音楽産業）朗読

舞台
- 切腹 （1963年、新橋演舞場） - 主演・津雲半四郎
- 霧の中（1968年、日経ホール） - 主演
- 空騒ぎ（1969年、日生劇場 ） - 主演・ドン・ペドロー
- 嵐が丘（1970年、日生劇場） - 主演・ヒースクリフ
- 心中 天の橋立（1972年、芸術座） - 戸部新九郎
- オセロー（1973年、日生劇場） - ブラバンショー
- 松旭斎天勝　魔術の女王（1975年、帝国劇場） - 松旭斎天一